# أوغست فون كوتسيبو

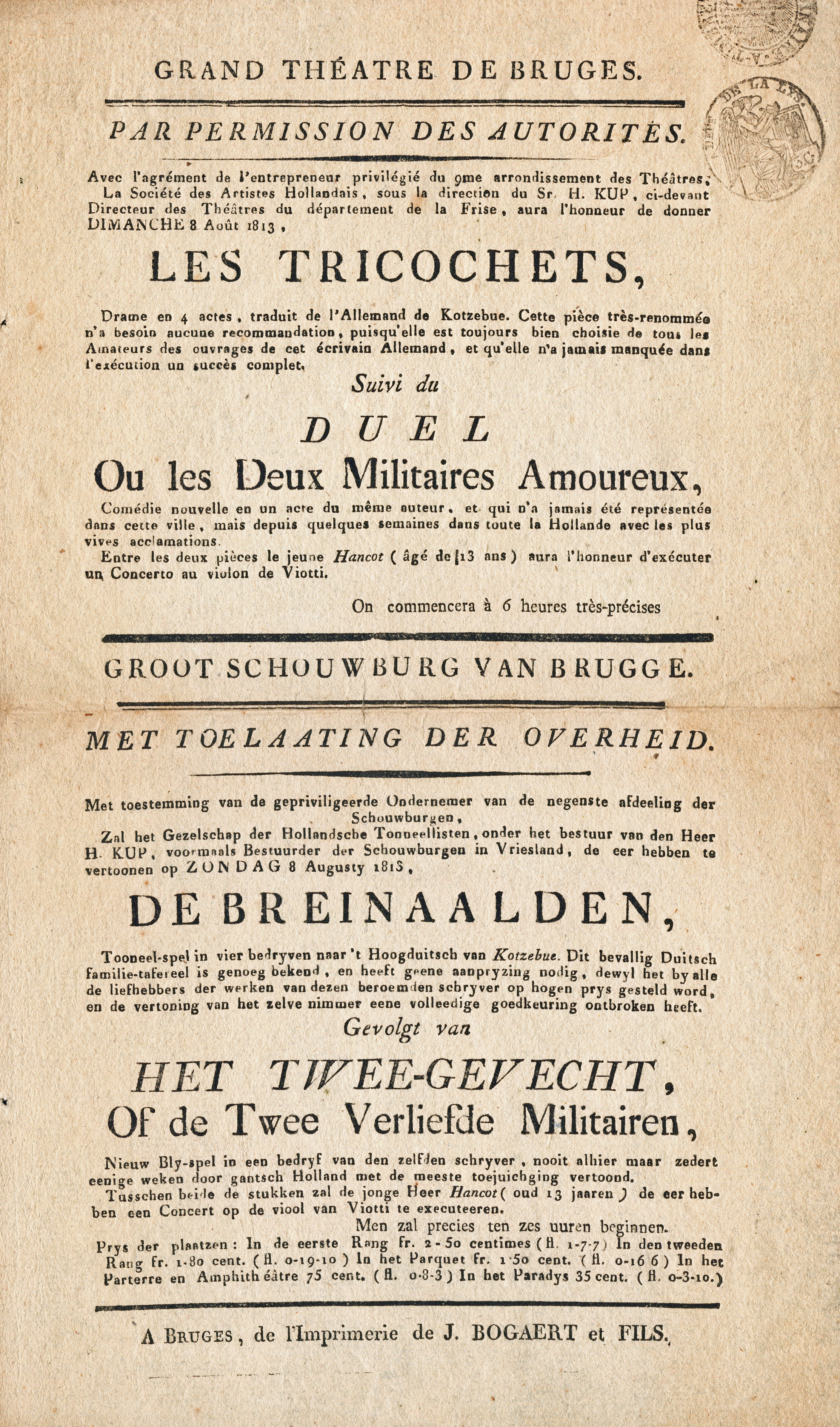
أعلان عن مسرحيتين لأوغست فون كوتزيبيو تم تمثيلها في مسرح بروج في 8 أغسطس 1813

أوغست فريدريش فرديناند فون كوتزيبو (بالألمانية: August von Kotzebue)‏ (ولد 3 مايو [22 أبريل بالنظام القديم] 1761 – توفي 23 مارس [11 مارس بالنظام القديم] 1819) هو كاتب مسرحي درامي ألماني عمل أيضا كقنصل في روسيا وألمانيا.
في عام 1817، أحرقت إحدى كتب كوتزيبو خلال مهرجان فارتبورغ. وقتل في عام 1819 على يد كارل لودفيغ ساند، وهو عضو مقاتل في جماعة بورسششافتين. أعطت هذه الجريمة ذريعة للمستشار ميترنيش لإصدار مراسيم كارلسباد عام 1819، التي حلت جماعة بورسشنشافتين وقمعت الصحافة الليبرالية وقيدت الحرية الأكاديمية في ولايات الاتحاد الألماني.

## الحياة
ولد كوتزيبو في فايمار لعائلة تجارية محترمة وتلقى تعليمه في مدرسة ويلهلم-إرنست-غيمناسيوم في فايمار، حيث كان عمه الكاتب والناقد يوهان كارل أوغست موسوس من بين معلميه. وفي عام 1776، مثل كوتزيبو الشاب مع جوته في مسرحية الأخير أخ وأخت (بالألمانية: Die Geschwister) عندما عرضت لأول مرة في فايمار. والتحق بجامعة ينا ليدرس العلوم القانونية في عام 1777 وهو يبلغ من العمر ستة عشر عاما. وواصل دراسته في جامعة دويسبورغ، وتخرج في عام 1780، ومارس المحاماة في فايمار.
أصبح كوتزيبو سكرتير للحاكم العام لسانت بطرسبرغ، وذلك من خلال علاقته مع غراف غورتز، السفير البروسي في البلاط الروسي. وفي عام 1783 عين مستشارا لدى محكمة الاستئناف العليا في ريفال حيث تزوج من ابنة فريق روسي. تم رفعه لرتبة النبلاء في عام 1785 وأصبح رئيسا لقضاء إستونيا، وهي إحدى مقاطعات الإمبراطورية الروسية.
استقبلت أعماله الأدبية الأولى استحسان العديدين. حيث لقيت رواياته مثل أحزان عائلة أورتنبرغ (بالألمانية: Die Leiden der Ortenbergischen Familie) (عام 1785) تاريخ آبائي (بالألمانية: Geschichte meines Vaters) (عام 1788) الثناء والتقدير؛ كذلك حدث الأمر مع مسرحياته أدلهايد فون فولفينغن (بالألمانية: Adelheid von Wulfingen) (عام 1789)، و الكراهية والتوبة (بالألمانية: Menschenhass und Reue) (عام 1790) الهنود في انكلترا (بالألمانية: Die Indianer in England) (عام 1790).
إلا أنه فقد هذه السمعة الطيبة التي اكتسبها من تلك الأعمال بعد ظهور مسرحية ساخرة مثيرة للجدل بعنوان دكتور بارت ذو الحاجب الحديدي (بالألمانية: Doktor Bahrdt mit der eisernen Stirn)، والتي ظهرت في 1790 باسم أدولف فريهير كنيجه على صفحة العنوان. كتبت هذه ردا على الخلاف بين يوهان غيورغ زيمرمان وقادة حزب التنوير في برلين، حيث ألصقت جميع خصوم زيمرمان بانحراف جنسي معين. نفى كوتزيبو تأليفه للمسرحية حتى عندما بدأت الشرطة في التحقيق في المسألة. تسبب هذا العمل بتنفير الجميع من زيمرمان وكنيغه، وكانا حلفاء كوتزيبو سابقا، والذي اكتسب أيضا سمعة سيئة بكونه فاسقا ومخادعا، ولازمته هذه السمعة زمنا طويلا.
تقاعد كوتزيبو من منصبه في روسيا بعد وفاة زوجته الأولى في 1790، وعاش لفترة من الوقت في باريس وماينز. في عام 1795 استقر في عقار يملكه قرب ريفال وكرس نفسه للكتابة. في غضون بضع سنوات فقط، نشر ستة مجلدات عن قصص متنوعة بعنوان Die jüngsten Kinder meiner Laune (بين عامي 1793-1796) وأكثر من عشرين مسرحية، وترجم كثير منها إلى عدة لغات أوروبية.
في عام 1798 تم تعيينه مسرحيا في مسرح البلاط في فيينا، ولكن سرعان ما استقال بسبب الخلافات بينه وبين الممثلين. عاد بعدها إلى بلدته الأصلية، ولكن لأنه لم يكن على علاقة جيدة مع جوته، وهاجم علنا المدرسة الرومانسية الذي اشتهر بها جوته، فلم يرتح أوغست في فايمار.
في أبريل 1800 قرر العودة إلى سانت بطرسبرغ، ولكنه اعتقل على الحدود للاشتباه في كونه من اليعاقبة، وتم أخذه إلى توبولسك في سيبيريا. إلا أنه كتب مسرحية كوميدية أطرت غرور الإمبراطور بافل الأول قيصر روسيا؛ عاد مرة أخرى، ومنح عقارا في فورو من أراضي التاج في ليفونيا، وعين مدير المسرح الألماني في سانت بطرسبرغ. كتب كوتزيبو عن هذه الفترة في حياته في السيرة الذاتية أغرب سنة من حياتي (بالألمانية: Das merkwürdigste Jahr meines Lebens).
عاد كوتزيبو إلى ألمانيا في عام 1801، بعد اغتيال القيصر بولس الأول. لم ينجح بإثبات نفسه في الأوساط الأدبية في فايمار، فانتقل إلى برلين حيث قام بتحرير جريدة Der Freimutige بالتعاون مع غارليب ميركل من عام 1803 إلى 1807. في عام 1803 بدأ بكتابة تقويم الفنون الدرامية (بالألمانية: Almanach dramatischer Spiele) والذي نشر بعد وفاته في عام 1820.
في عام 1806، فر كوتزيبو إلى روسيا بعد انتصار نابليون في معركة يينا-أورشتيت، وبقي في أملاكا في يارليبا في استونيا، حيث كتب العديد من المقالات الساخرة ضد نابليون بونابرت، التي نشرت في مجلاته مثل النحلة (بالألمانية: Die Biene) وصرصار الليل (بالألمانية: Die Grille).
بدأ العمل في إدارة الشؤون الخارجية في سانت بطرسبرغ في عام 1816 وأرسل إلى ألمانيا كقنصل عام لروسيا بعد عام. يشتبه البعض في أنه كان جاسوسا، وبقي هذا الرأي شائعا لفترة طويلة، ولكن في العصر الحديث تبين أنه لا أساس له من الصحة: إذ أبلغ فقط عن الأمور التي كانت معروفة بالفعل. ومع ذلك، فمن الإنصاف القول بأنه كان نصير روسيا في ألمانيا.

## الاغتيال

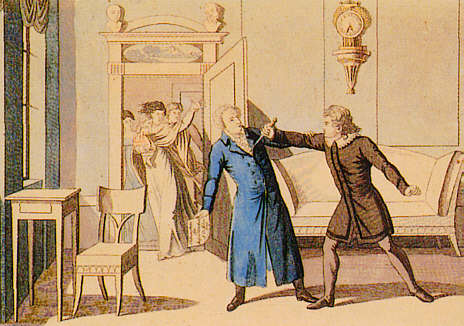
طعن فون كوتزيبو

في المجلة الأسبوعية (بالألمانية: Literarisches Wochenblatt) التي نشرها في فايمار، سخر فون كوتزيبو من الألمان الذين طالبوا بمؤسسات حرة، وسرعان ما أصبح هدفا لكراهية الليبراليين القوميين. خطط طالب لاهوتي يدعى كارل لودفيغ ساند لقتله. وفي يوم 18 مارس 1819، بعد زمن قصير من انتقال كوتزيبو مع عائلته إلى مانهايم، قام ساند بمهاجمته في منزله. ذكر ألكسندر دوماس الأب أنه عندما ظهر أحد أطفال كوتزيبو وبدأ بالبكاء، وأصيب ساند بالأسى وطعن نفسه.
تم اعتقال ساند ورعايته إلى أن عادت صحته. واحتج في محاكمته بأن كوتزيبو كان عدوا للشعب الألماني،  ولكن أدينه بجريمة القتل وأعدم في وقت لاحق من ذلك العام.
استعان الأمير مترنيش بهذه القضية لإقناع الاتحاد لسن مراسيم كارلسباد وفرض قيود أكبر على الجامعات والصحافة.

## أعماله

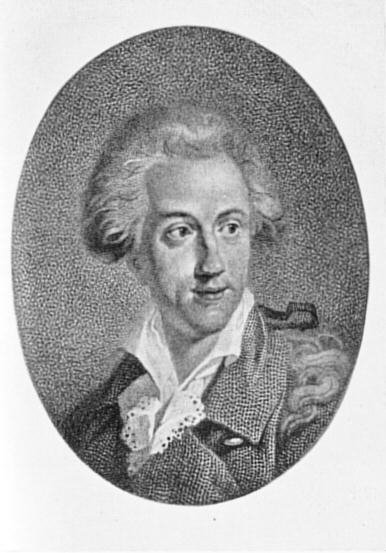
لوحة فون كوتزيبو في فايمار

رغم أن أعماله لم تلق استحسان النقاد – رأى كثير منهم أعماله غير أخلاقية – إلا أن كوتزيبو كان أحد أشهر مؤلفي عصره. في مقاله "لماذا لدي الكثير من الأعداء؟"، اتهم الآخرين بالغيرة من شهرته. كان موقفه في السياسة محافظا وعالميا وانتقد معاداة السامية لدى الطلاب القوميين.
التقى به بيتهوفن في عام 1812، والذي طلب منه أن يكتب ليبريتو لأوبرا عن أتيلا، لكن المقطع لم ير النور. بيد أن بيتهوفن قام بإنتاج موسيقى عرضية لاثنتين من مسرحيات كوتزيبو، أطلال أثينا (أوبوس بيتهوفن 113) والملك ستيفن (أوبوس 117).
إلى جانب مسرحياته، كتب كوتزيبو العديد من الأعمال التاريخية: تاريخ الإمبراطوريات الألمانية والذي أحرق من قبل الطلاب الوطنيين في مهرجان وارتبورغ 1817 (والذي حضره ساند).
كما كتب عدة سير ذاتية، مثل رحلتي إلى باريس فس شتاء العام 1790 (بالألمانية: Meine Flucht nach Paris im Winter 1790) (عام 1791)، عن إقامتي في فيينا (بالألمانية: Über meinen Aufenthalt in Wien) (عام 1799)، أغرب سنة في حياتي (بالألمانية: Das merkwürdigste Jahr meines Lebens) (عام 1801)، مذكرات من باريس (بالألمانية: Erinnerungen aus Paris) (1804)، مذكرات عن رحلتي من ليفونيا إلى روما ونابولي (بالألمانية: Erinnerungen von meiner Reise aus Liefland nach Rom und Neapel) (عام 1805).
أما إنتاجه المسرحي فكان غزيرا جدا: بلغ عدد مسرحياته أكثر من مائتين، وحظيت بشعبية كبيرة، ليس فقط في ألمانيا ولكن في جميع أنحاء أوروبا. لكن كان ينظر إلى نجاحه على أنه لم يكن من بفضل مقدرته الأدبية أو الشعرية بقدر ابتكاره للمواقف المؤثرة. وتظهر براعته في الكوميديا مثل اللعبة Der Wildfang، اثنان من كلينزبيرغ Die beiden Klingsberg والبلدة الألمانية Die deutschen Kleinstädter ، التي تلقى الضوء على الحياة الألمانية. ومن بين أعماله الشهيرة الأخرى الكراهية والتوبة Menschenhass und Reue ، والتي عرفت في إنجلترا باسم "الغريب، وغراف بينيوفسكي Graf Benjowsky ، وعدد من المآسي مثل Die Sonnenjungfrau والإسبان في بيرو Die Spanier in Peru (التي اقتبسها ريتشارد شيريدان في رواية بيزارو).
تم نشر مجموعتين من مسرحيات كوتزيبو خلال حياته: Schauspiele (5 مجلدات، 1797)؛ Neue Schauspiele (23 مجلد، 1798-1820). ظهر Sämtliche dramatische Werke في 44 مجلدا في 1827-1829، ومرة أخرى، تحت عنوان المسرح Theater، في 40 مجلدا في عام 1840-1841. ظهرت مجموعة من مسرحياته في 10 مجلدات في لايبزيغ في 1867-1868.

## الإرث

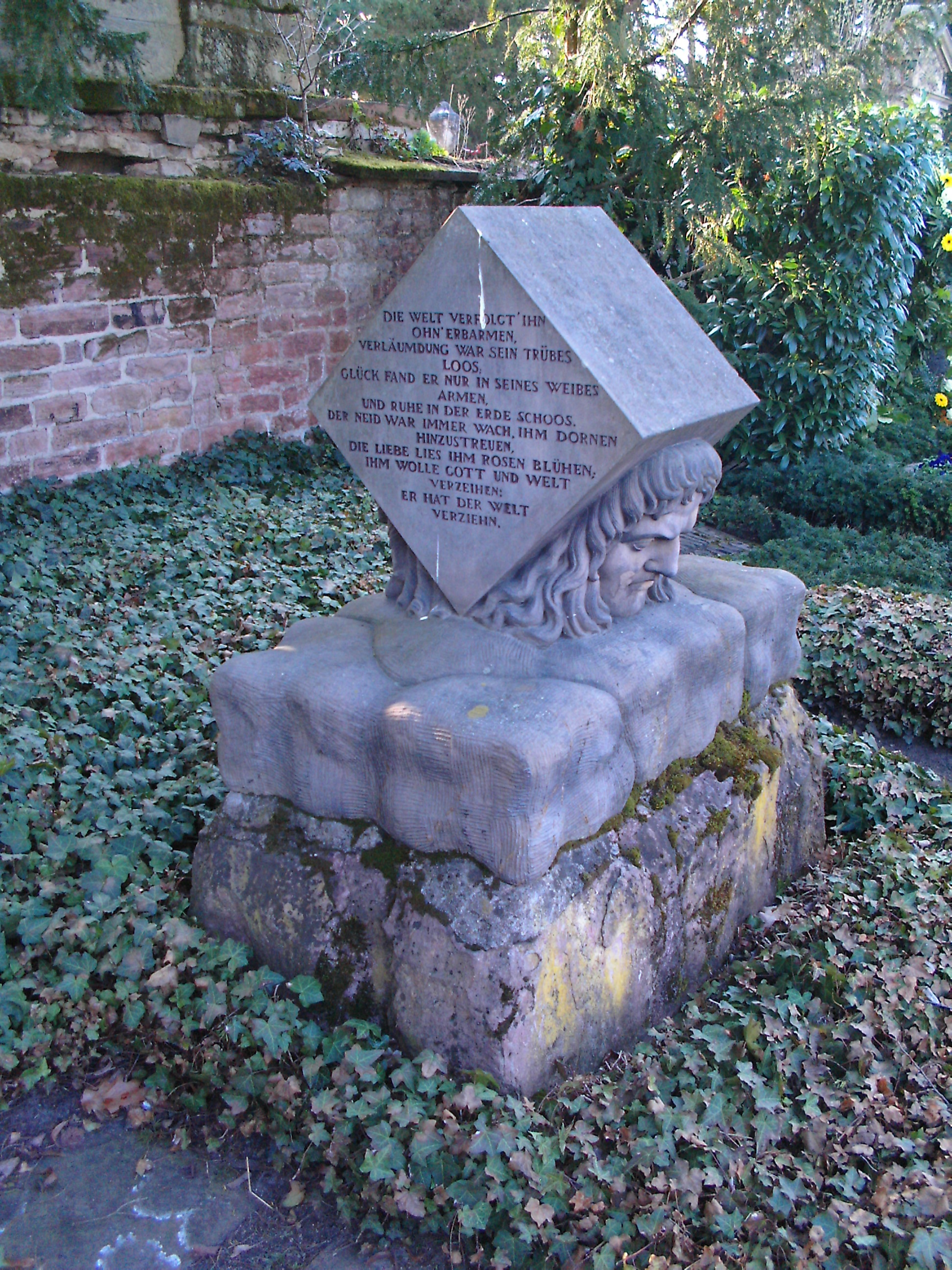
قبر أوغست فون كوتزيبو في مانهايم

أنجب كوتزيبو 18 طفلا، بينهم موريتز فون كوتزيبو، بول ديميتريوس كوتزيبو، ألكسندر كوتزيبو والمستكشف أوتو فون كوتزيبو.
سمي عليه شارع كوتزيبو في كالاماجا، تالين، إستونيا، وكذلك عدد من أفراد أسرته الآخرين الذين عاشوا في الشارع، وبالأخص ابنه أوتو.
مثقطوعة بيتهوفن "تقدم الأتراك"، كتبت في الأصل كجزء من موسيقى لمسرحية أطلال أثينا بقلم كوتزيبو، أصبحت إحدى أشهر مقطوعات الملحن.
شهدت جين أوستن مسرحية كوتزيبو، عيد الميلاد، في باث عام 1799. استعانت لاحقا بنسخة مترجمة من مسرحية أخرى، Das Kind der Liebe (1780)، والمعروفة في إنكلترا باسم قسم العاشق، في روايتها مانسفيلد بارك.

## وصلات خارجية
- أوغست فون كوتسيبو على موقع IMDb (الإنجليزية)
- أوغست فون كوتسيبو على موقع الموسوعة البريطانية (الإنجليزية)
- أوغست فون كوتسيبو على موقع ميوزك برينز (الإنجليزية)
- أوغست فون كوتسيبو على موقع ديسكوغز (الإنجليزية)
- أوغست فون كوتسيبو على موقع كينوبويسك (الروسية)
- مؤلفات August von Kotzebue في مشروع غوتنبرغ
- أعمال أو نبذة عن أوغست فون كوتسيبو على أرشيف الإنترنت
- أعمال أوغست فون كوتسيبو في ليبري فوكس
- Works of August von Kotzebue in German by EPOCHE NAPOLEON
- August Friedrich Ferdinand von Kotzebue